# سندرم پای بی‌قرار
نشانگان پای بی‌قرار یا آر ال اس (به انگلیسی: Restless Leg Syndrome یا RLS) اختلالی درازمدت است که باعث می‌شود فرد احساس کند باید پایش را تکان دهد. فرد مبتلا دچار احساس ناخوشایند در پاها می‌شود و آن را به صورت احساس گزگز، مورمور، سوزش، درد و کشش یا حرکت حشرات روی پوست توصیف می‌کند و بیمار برای کاهش حس ناچار است پای خود را تکان دهد یا بکشد.

## توضیح
این احساس ناخوشایند معمولاً در نرمه ساق پا اتفاق می‌افتد ولی می‌تواند در هر جای اندام تحتانی از مچ پا گرفته تا ران و حتی ندرتاً در دست‌ها و شکم نیز احساس شود. این احساس معمولاً وقتی رخ می‌دهد که بیمار دراز می‌کشد، یا برای مدت طولانی می‌نشیند. فردی که دچار این حالت می‌شود به ناچار پای خود را حرکت می‌دهد. حرکت پاها، راه رفتن، مالش یا ماساژ پاها یا خم کردن زانوها به‌طور موقت تا حدی علایم را کاهش می‌دهد و عدم تحرک و استراحت، سبب تشدید علائم بیماری می‌شود. این بیماران معمولاً در به خواب رفتن دچار مشکل هستند و معمولاً بهترین خواب را در انتهای شب و ساعات صبح تجربه می‌کنند. چون این افراد خواب کافی را تجربه نکرده‌اند ممکن است در طول روز خواب آلود باشند.

## زمان وقوع
گاهی بیماری پای بیقرار به همراه حرکات متناوب اندام‌ها حین خواب (Periodic Limp Movements in sleep) دیده می‌شود. این بیماران به صورت بی‌اختیار حرکات دوره ای پا در حین خواب دارند. این حرکات به‌طور معمول هر ۱۰ تا ۶۰ ثانیه رخ می‌دهد. بعضی افراد صدها بار در طی شب اندام‌های خود را حرکت می‌دهند. این حرکات نه تنها باعث اختلال خواب این افراد می‌شود بلکه سبب اختلال خواب اطرافیان آن‌ها نیز می‌گردد.

## شیوع
بین ۵ تا ۱۵ درصد از مردم ایالات متحده به سندروم پاهای بی‌قرار مبتلا هستند. شیوع این اختلال با افزایش سن رابطه‌ای مستقیم دارد. سندروم پاهای بی‌قرار بیشتر در میان زنان شایع است. یک بررسی انجام شده در این خصوص نشان داد که سندروم پاهای بی‌قرار عامل یک سوم اختلال بی خوابی در افراد بالای ۶۰ سال است. کودکان هم می‌توانند به سندروم پاهای بی‌قرار گرفتار شوند که این پدیده در بسیاری از موارد با بیش فعالی یا «درد ناشی از رشد» اشتباه گرفته می‌شود. یکی از دلایل این بیماری ، عدم خونرسانی کافی به عصب می‌باشد و در مواقع ثابت بودن اندام یا قرارگیری در وضعیت نامناسب نیز ایجاد می‌شود.

## علل
هر چند علل این بیماری شناخته شده نیست ولی نقش عوامل زیر ثابت شده‌است:
- در بعضی خانواده‌ها به صورت ارثی این حالت بیشتر دیده می‌شود.
- در حاملگی به‌خصوص در ماههای آخر بیشتر دیده می‌شود. معمولاً بعد از زایمان مشکل بیمار بر طرف می‌شود.
- کم خونی و پایین بودن سطح آهن خون.
- بیماری‌های مزمن مثل نارسایی کلیوی، دیابت، آرتریت روماتویید (التهاب مفاصل) و نوروپاتی‌های محیطی (بیماری‌های مربوط به سیستم عصبی).
- مصرف قهوه و ترکیبات حاوی کافئین.
- افراد مسن و سالمند بیشتر به این بیماری مستعدند.
- قطع مصرف اپیوییدها ( درصورت وجود وابستگی ) که ممکن است این بیماری به صورت بسیار شدید ظاهر گردد

تشخیص این بیماری بر اساس شرح حال، معاینات و پاراکلینیک است که توسط پزشک داده می‌شود و بر اساس عوامل مؤثر، درمان آن صورت می‌گیرد.

## درمان
بعضی اوقات برای درمان سندرم پای بی قرار باید سایر بیماری‌های مرتبط همچون کمبود آهن یا نوروپاتی محیطی رادرمان نمود. درمان کمبود آهن ممکن است با تجویز مکمل‌های آهن در ارتباط باشد. با اینحال دقت نمایید که برای دریافت آهن باید قبل از آن سطح آهن خونتان را چک کرده و با تجویز پزشک اقدام به دریافت دارو نمایید.
اگر سندرم پای بی قرار در شما با هیچ بیماری دیگری مرتبط نباشد، برای درمان آن می‌بایست بر تغییرات سبک زندگی یا درمان دارویی تمرکز نمایید. درمان دارویی فقط با دستور پزشک مجاز بوده و بدون مراجعه به پزشک ممکن نیست.
آگونیستهای دوپامین مانند پرامی‌پکسول و کابرگولین، گاباپنتین و بنزودیازپین‌ها در درمان این اختلال بکار می‌روند.